# Komunikacja werbalna

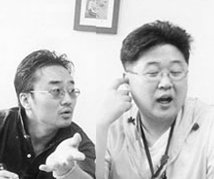
Rozmowa mężczyzn, gestykulacja jednego z nich wzmacnia przekaz werbalny

Komunikacja werbalna – komunikacja interpersonalna, której środkiem jest język mówiony; komunikacji werbalnej najczęściej towarzyszy komunikacja niewerbalna. 
Jest to podstawowy sposób komunikacji międzyludzkiej. W szczątkowej postaci komunikacja werbalna występuje także u zwierząt, np. u szympansów, które rozwinęły w niektórych przypadkach także zdolność posługiwania się metaforą.
Aby komunikacja werbalna mogła mieć miejsce, muszą istnieć osoby: mówiąca i słuchająca. Posługują się one kodem (językiem), który musi być znany obu osobom.
W komunikacji werbalnej dużą rolę odgrywają takie czynniki, jak:
- akcent i modulowanie wypowiadanych kwestii, co często ma większy wpływ na partnera interakcji niż treść wypowiedzi;
- stopień płynności mowy;
- zawartość (treść) wypowiedzi – w tym przypadku zasób leksykalny ma związek z kompetencjami kulturowymi jednostki – np. osoby o mniejszych kompetencjach kulturowych rzadziej posługują się językiem literackim, a częściej gwarą środowiskową lub regionalną;
- iloczas (zmniejszanie lub wydłużanie czasu wypowiadanego słowa).

Komunikacji werbalnej najczęściej towarzyszy komunikacja niewerbalna. W trakcie rozmowy przekazywanym treściom towarzyszą gesty oraz mimika, które w przyjętym kodzie językowym w danej kulturze potwierdzają komunikaty zwerbalizowane.

## Adresat wypowiedzi
Adresatem wypowiedzi jest osoba lub grupa osób (element układu informacyjnego) dla którego nadawca przeznaczył komunikat.